# Ulysses (Kansas)
Ulysses – miasto położone w Hrabstwie Grant. Liczba ludności w 2010 roku wynosiła 6161.